# Seznam vojaških industrijskih obratov
Seznam najpomembnejših vojaških industrijskih obratov, podjetij, razvojnih inštitutov,... ki načrtujejo, izdelujejo in oskrbujejo oborožene sile s potrebnimi stvarmi za normalno delovanje. To so lahko tudi civilni industrijski obrati, ki pa izdelujejo določene predmete, artikle za vojsko (npr. tovarna oblačil, ki izdeluje »civilne« obleke in vojaške uniforme).

## Seznam po državah

### B
- Belgija
Fabrique Nationale
- Brazilija
Embraer

### F
- Francija
Dassault Aviation
Dassault-Breguet

### H
- Hrvaška
RH ALAN

### I
- Italija
Aeromacchi
- Izrael
Israel Aircraft Industries
Israel Military Industries

### J
- SFRJ

- SOKO Mostar
- Crvena Zastava Kragujevac

### R
- Rusija-Sovjetska zveza
Antonov
Iljušin
Mikojan-Gurevič
Suhoj
Tupoljev

### S
- Slovenija
Arex d.o.o.
KIK Kamnik
Sistemska tehnika d.o.o.

### Š
- Španija
CASA
- Švedska
Saab
- Švica
Pilatus

### Z
- ZDA
Boeing
Fairchild
General Dynamics
Grumman
McDonnell Douglas
Northrop
Lockheed
Lockheed Martin
Rockwell
Vought
- Združeno kraljestvo
British Aerospace
Hawker Siddeley